# Scotopteryx lurgaria
Scotopteryx lurgaria är en fjärilsart som beskrevs av Lederer 1864. Scotopteryx lurgaria ingår i släktet backmätare, och familjen mätare. Inga underarter finns listade.